# 河南公主 (万安国之妻)
河南公主（?—?），为南北朝北魏公主。
河南公主被嫁给了万安国。万安国是鲜卑首领万振的兒子，万振是高阳长公主的驸马都尉，万安国少年明敏，有姿貌。以国甥尚河南公主。历任散骑常侍、大司马、大将军，封安城王。承明初年，魏孝文帝赐死万安国。年二十三岁。